# Umbilia armeniaca
Umbilia armeniaca is een slakkensoort uit de familie van de Cypraeidae. De wetenschappelijke naam van de soort is voor het eerst geldig gepubliceerd in 1912 door Verco.